# David II d'Éthiopie
Cette page contient des caractères éthiopiques. En cas de problème, consultez Aide:Unicode ou testez votre navigateur.
Pour les articles homonymes, voir David II et David.
Lebne Denguel (Encens de la Vierge), fut Negusse Negest de l'Empire éthiopien sous les noms de Wanag Saga de Dawit II et d'Etana Dengel de 1508 à 1540.

## Biographie
Il est âgé de huit ans à la mort de son père Naod. Sa grand-mère Eléni (morte vers 1520) exerce la régence pendant sa minorité. Elle est conseillée par le Portugais Pedro de Covilham. Fille d’un prince musulman, elle maintient la paix et favorise le commerce avec les pays islamiques par l’intermédiaire de l’Adal.
Dans le but de desserrer l’étreinte de l’islam qui contrôle les issues de son royaume vers la mer Rouge et l’océan Indien, la reine Eléni envoie en ambassade à Lisbonne le métropolite de l'Église d’Éthiopie, l’Arménien Mateus (Matthieu). En 1509, il parvient à rejoindre Albuquerque en Inde à l’insu des agents de l’Égypte en se faisant passer pour un marchand de peaux, puis atteint le Portugal au terme de quatre ans de navigation.
En 1515, le jeune David II, qui cherche à se libérer de la tutelle de sa mère Eléni, fonde une nouvelle capitale à Entoto. L’impératrice, encore influente, envoie une ambassade à Jérusalem via le Caire, mais les rapports entre chrétiens et musulmans se dégradent en raison de la présence portugaise dans l’océan Indien.
L’émir de Harar Mahfouz, renforcé par des troupes et un étendard venus d’Arabie, lance une expédition contre le Fatajar en 1516. David II lui tend une embuscade, le tue, et envahit l’Adal où il détruit le palais du Sultan au moment où la flotte portugaise de Lope Soares prend Zeilah et brûle la ville (1517). Le succès de David II lui permet d’écarter l’impératrice Eléni du pouvoir et de gouverner à sa guise.
Le sultan de l’Adal Abou-Bakr ibn-Mohammed, avec l’aide de l’émir Aboun-ben-Adash, rétablit l’ordre dans le royaume. Les Portugais, qui ont pour projet de s’emparer de la Mecque en faisant la jonction militaire avec l’empereur d’Éthiopie, envoient une ambassade depuis l’Inde par la mer Rouge. Le 10 avril 1520, Don Diego Lopes de Siqueira débarque, à Massaoua, Matthieu l’Arménien qui va guider une petite troupe dirigée par Don Rodrigo de Lima, et comprenant, avec le chapelain Alvarez, jusqu’à des organistes, des peintres et un typographe. Matthieu meurt dès les premiers jours du voyage, et la troupe arrive avec difficultés dans le Choa à Debra-Libanos auprès de l’Empereur, par Yéha, Aksoum, Lalibela et le lac Haïk. David II semble peu pressé de recevoir l’ambassade, alors que la reine Eléni, âgée, n’est plus à la Cour. Le roi finit par entretenir les délégués le 20 octobre, qui obtiennent des messages encourageants mais sans engagement politique réel, puis repartent par Massaoua en 1526. De longs mois après, la nouvelle de l’ambassade portugaise en Éthiopie est publiée en Europe (Cartas das Novas… ou Lettre des Nouvelles qui ont été envoyées au Roi Notre Seigneur sur la Découverte du Prêtre-Jean). Alvarez publie en 1540 un récit de leur voyage, Information Véridique sur les Terres du Prêtre-Jean, aussitôt traduit dans toutes les langues de l’occident.
En 1527, le prédicateur musulman Ahmed Gragne, qui a pris le pouvoir à Harar, refuse de payer le tribut à David II. La trêve est rompue. Attaqué par l’armée éthiopienne du gouverneur du Bali, Gragne la défait aussitôt, puis reforme ses troupes avec la masse des Somali fanatisés et entreprend la guerre sainte (djihad) contre l’Éthiopie jusqu’en 1542. À partir de 1531, les troupes de Gragne mettent l'Éthiopie à sac. En 1535, David II, sans cesse traqué, fait appel aux Portugais à qui il dépêche João Bermudes, membre de l’ambassade portugaise de 1520. Ceux-ci n’interviendront que six ans plus tard, en 1541. Ahmed Gragne achève la conquête de l’Abyssinie en 1536, à l’exception de quelques régions montagneuses où se sont réfugiés David II et ses partisans. Le pays est dévasté à tel point que les envahisseurs eux-mêmes souffrent de la famine.
David II, pourchassé par Ahmed Gragne, meurt en 1540 au monastère de Debre Damo. Gelawdéwos d'Éthiopie (Claudius) lui succède.

## Sources
- Hubert Jules Deschamps, (sous la direction). Histoire générale de l'Afrique noire de Madagascar et de ses archipels Tome I : Des origines à 1800. p. 406-408 P.U.F. Paris (1970);
- Notices d'autorité :   - VIAF
  - ISNI
  - BnF (données)
  - LCCN
  - GND
  - Italie
  - Espagne
  - Belgique
  - Pologne
  - Israël
  - Tchéquie